# Amaury Faye
 (juillet 2025).
La mise en forme du texte ne suit pas les recommandations de Wikipédia : il faut le « wikifier ».
Les points d'amélioration suivants sont les cas les plus fréquents. Le détail des points à revoir est peut-être précisé sur la page de discussion.
- Les titres sont pré-formatés par le logiciel. Ils ne sont ni en capitales, ni en gras.
- Le texte ne doit pas être écrit en capitales (les noms de famille non plus), ni en gras, ni en italique, ni en « petit »…
- Le gras n'est utilisé que pour surligner le titre de l'article dans l'introduction, une seule fois.
- L'italique est rarement utilisé : mots en langue étrangère, titres d'œuvres, noms de bateaux, etc.
- Les citations ne sont pas en italique mais en corps de texte normal. Elles sont entourées par des guillemets français : « et ».
- Les listes à puces sont à éviter, des paragraphes rédigés étant largement préférés. Les tableaux sont à réserver à la présentation de données structurées (résultats, etc.).
- Les appels de note de bas de page (petits chiffres en exposant, introduits par l'outil «  Source ») sont à placer entre la fin de phrase et le point final[comme ça].
- Les liens internes (vers d'autres articles de Wikipédia) sont à choisir avec parcimonie. Créez des liens vers des articles approfondissant le sujet. Les termes génériques sans rapport avec le sujet sont à éviter, ainsi que les répétitions de liens vers un même terme.
- Les liens externes sont à placer uniquement dans une section « Liens externes », à la fin de l'article. Ces liens sont à choisir avec parcimonie suivant les règles définies. Si un lien sert de source à l'article, son insertion dans le texte est à faire par les notes de bas de page.
- La présentation des références doit suivre les conventions bibliographiques. Il est recommandé d'utiliser les modèles {{Ouvrage}}, {{Chapitre}}, {{Article}}, {{Lien web}} et/ou {{Bibliographie}}. Le mode d'édition visuel peut mettre en forme automatiquement les références.
- Insérer une infobox (cadre d'informations à droite) n'est pas obligatoire pour parachever la mise en page.

Pour une aide détaillée, merci de consulter Aide:Wikification.
Si vous pensez que ces points ont été résolus, vous pouvez retirer ce bandeau et améliorer la mise en forme d'un autre article.
Pour les articles homonymes, voir Faye.
Amaury Faye est un pianiste, compositeur, arrangeur et chef d'orchestre de jazz français, né à Toulouse le 8 décembre 1990.

## Biographie

### Formation
Né de parents ingénieurs dans le domaine spatial, Amaury Faye commence le piano à l'âge de sept ans avec un professeur particulier nommé Serge Ducamin. Il travaille le répertoire classique puis le répertoire ragtime.
En 2008 il intègre le département jazz de l'Université de Toulouse-Jean Jaurès, puis le département jazz du Conservatoire de Montauban en 2011 sous la direction du saxophoniste français David Haudrechy.
En 2014, il part étudier à Boston à la célèbre Berklee College of Music et devient un disciple de la pianiste Joanne Brackeen,. À la fin de son année, il se voit attribuer un Berklee Jazz Performance Award, prix du meilleur pianiste.

### Carrière
Dès 2010, Amaury Faye commence à se produire en leader de son trio et enregistre un premier album, Big Moe Trio (Greenworks - 2010). En sideman, il est engagé par David Haudrechy dans son tout nouvel ensemble Initiative H avec lequel il enregistre un premier album, Deus Ex Machina (Neuklang - 2013). Repéré en participant à des finales de compétitions, telles que Jazz en Baie ou le Concours National de Jazz de La Défense, sa carrière démarre véritablement une fois ses études terminées, lorsqu'il emménage à Bruxelles en 2015,.
Son nouveau trio réunit les musiciens français Louis Navarro à la contrebasse et Théo Lanau à la batterie se révèle au public en recevant cinq récompenses dans des compétitions nationales et internationales dont le tremplin Rezzo-Focal du festival Jazz à Vienne,,,. Il enregistre par la suite son premier album sous le nom de Amaury Faye Trio, intitulé Clearway (PIAS - 2017) et se voit attribuer la récompense « Révélation » par la revue Jazz Magazine. En 2018, il signe un nouvel album, Live In Brussels (Hypnote Records - 2018), enregistré dans le club JazzStation, qui sera loué par la presse.
Il intègre le trio du contrebassiste italo-belge Giuseppe Millaci, avec lequel il enregistre un premier album Songbook (Hypnote Records, 2017), couronné en 2018 d'un Octave de la Musique. Après plusieurs tournées internationales, le trio enregistre un deuxième opus, The Endless Way (Hypnote Records, 2019). Il continue à travailler avec l'ensemble Initiative H, ayant enregistré une trilogie sur le label allemand Neuklang, Deus Ex Machina (2013), Dark Wave (2015), Broken Land (Neuklang - 2018), suivi d'un album autour de la musique du compositeur américain Louis « Moondog » Hardin (Sax Pax For A Sax, Neuklang - 2019).
En 2019, il sort sous le label de musique classique L'Esprit du Piano son premier album solo, Buran. Composé comme une suite de 8 morceaux dédiés a ses proches ou personnes déterminantes dans sa carrière, l'album reçoit un accueil favorable.
En 2023, après la pandémie de Covid-19, il s'installe à Paris, et se produit en sideman avec les musiciens de la capitale. Il commence à travailler régulièrement au Duc des Lombards, intégrant l'un des house-band du club.
Son activité en studio s'intensifie, et il intègre les formations du pianiste Thierry Maillard et de l'accordéoniste Sébastien Farge. Cette même année, en tant que leader et toujours sous le label Hypnote Records, il sort son premier album en octet, dans lequel se côtoient son trio, le saxophoniste ténor américain Julian Lee et le quatuor à cordes de l'Orchestre de Chambre de Toulouse. ARISE {suite} est remarqué par le public et les médias, et il est nommé parmi les Artistes à Suivre en 2024 par les revues Jazz Magazine et Jazz News.
Il se produit dans le reste de la France et à l'international, notamment en Chine et au Japon.
En tant que leader ou sideman, Amaury a joué avec, entre autres, Julian Lee, Dmitry Baevsky, Paul Sikivie, Jen Hodge, Eyal Vilner, Zara McFarlane, Emile Parisien, Thomas de Pourquery, Médéric Collignon, Sébastien Farge, l'Orchestre Symphonique de Limoges, l'Orchestre de Chambre de Toulouse, Vincent Artaud, Michel Pastre, Tia Fuller, Bart Defoort.
Il se produit aux États-Unis, Japon, Chine, Europe, Canada, Israël, Mexique, Azerbaïdjan ou encore Haïti,,,.

## Discographie

### Enleader
- Amaury Faye - Big Moe Trio (Greenworks Prod, 2010)
- Amaury Faye Trio - Clearway (Pias - JazzVillage, 2017)
- Amaury Faye Trio - Live In Brussels (Hypnote Records, 2018)
- Amaury Faye Solo - Buran (L'Esprit du Piano, 2019)
- Amaury Faye & Igor Gehenot - Amaury Faye X Igor Gehenot (Hypnote Records, 2022)
- Amaury Faye Ensemble - Arise {suite} (Hypnote Records - 2023)
- Amaury Faye x Igor Gehenot - Live at Bozar (Hypnote Records - 2024)

### En sideman
- Initiative H - Deus Ex Machina (Neuklang, 2013)
- Initiative H - Darkwave (Neuklang, 2015)
- Giuseppe Millaci - Songbook (Hypnote Records, 2017)
- Initiative H - Broken Land (Neuklang, 2018)
- Initiative H - Sax Pax for a Sax (Neuklang, 2019)
- Giuseppe Millaci - The Endless Way (Hypnote Records, 2019)
- Benjamin Naud - Street Scene (Indépendant - 2021)
- Initiative H - Polar Star (Neuklang, 2019)
- Sébastien Farge Quartet - Origines (Laborie Jazz - 2022)
- Giuseppe Millaci - Interaction - Live at Flagey (Hypnote Records, 2022)
- DangerZone - Introducing (Gaya Music Production - 2023)
- Thierry Maillard - Moog Project (Ilona Records - 2023)
- Giuseppe Millaci - Double Portrait (Hypnote Records - 2023)
- Djim Radé - Djim Radé (Pachamama - 2023)
- Romain Vuillemin Acoustic Quartet - Romain Vuillemin Sings (Indépendant - 2024)

### En invité
- Dimitri Nirman - Rue du Jazz (Greenworks Prod, 2009)
- Veridik - Nouvel Air (Greenworks Prod, 2012)